# Bey (Saona i Loira)
Bey és un municipi francès, situat al departament de Saona i Loira i a la regió de Borgonya - Franc Comtat. L'any 2007 tenia 760 habitants.

## Demografia

### Població
El 2007 la població de fet de Bey era de 760 persones. Hi havia 273 famílies, de les quals 36 eren unipersonals (16 homes vivint sols i 20 dones vivint soles), 94 parelles sense fills, 135 parelles amb fills i 8 famílies monoparentals amb fills.
La població ha evolucionat segons el següent gràfic:
Habitants censats

### Habitatges
El 2007 hi havia 301 habitatges, 276 eren l'habitatge principal de la família, 12 eren segones residències i 12 estaven desocupats. 293 eren cases i 7 eren apartaments. Dels 276 habitatges principals, 236 estaven ocupats pels seus propietaris, 36 estaven llogats i ocupats pels llogaters i 5 estaven cedits a títol gratuït; 2 tenien una cambra, 7 en tenien dues, 23 en tenien tres, 82 en tenien quatre i 162 en tenien cinc o més. 233 habitatges disposaven pel capbaix d'una plaça de pàrquing. A 88 habitatges hi havia un automòbil i a 173 n'hi havia dos o més.

### Piràmide de població
La piràmide de població per edats i sexe el 2009 era:
| Homes | Edats   | Dones |
| ----- | ------- | ----- |
| 0     | 95 o +  | 0     |
| 8     | 90 a 94 | 0     |
| 4     | 85 a 89 | 8     |
| 0     | 80 a 84 | 4     |
| 8     | 75 a 79 | 8     |
| 12    | 70 a 74 | 12    |
| 12    | 65 a 69 | 4     |
| 12    | 60 a 64 | 12    |
| 8     | 55 a 59 | 12    |
| 16    | 50 a 54 | 16    |
| 48    | 45 a 49 | 32    |
| 24    | 40 a 44 | 24    |
| 32    | 35 a 39 | 40    |
| 20    | 30 a 34 | 28    |
| 8     | 25 a 29 | 20    |
| 28    | 20 a 24 | 4     |
| 32    | 15 a 19 | 24    |
| 36    | 10 a 14 | 20    |
| 32    | 5 a 9   | 16    |
| 16    | 0 a 4   | 12    |

## Economia
El 2007 la població en edat de treballar era de 517 persones, 390 eren actives i 127 eren inactives. De les 390 persones actives 360 estaven ocupades (193 homes i 167 dones) i 29 estaven aturades (13 homes i 16 dones). De les 127 persones inactives 49 estaven jubilades, 40 estaven estudiant i 38 estaven classificades com a «altres inactius».

### Ingressos
El 2009 a Bey hi havia 303 unitats fiscals que integraven 831 persones, la mediana anual d'ingressos fiscals per persona era de 18.514 €.

### Activitats econòmiques
Dels 28 establiments que hi havia el 2007, 1 era d'una empresa alimentària, 1 d'una empresa de fabricació de material elèctric, 2 d'empreses de fabricació d'altres productes industrials, 10 d'empreses de construcció, 3 d'empreses de comerç i reparació d'automòbils, 2 d'empreses de transport, 1 d'una empresa d'hostatgeria i restauració, 2 d'empreses immobiliàries, 2 d'empreses de serveis, 2 d'entitats de l'administració pública i 2 d'empreses classificades com a «altres activitats de serveis».
Dels 12 establiments de servei als particulars que hi havia el 2009, 1 era un taller de reparació d'automòbils i de material agrícola, 2 paletes, 2 guixaires pintors, 2 lampisteries, 1 electricista, 1 empresa de construcció, 2 perruqueries i 1 restaurant.
Dels 2 establiments comercials que hi havia el 2009, 1 era una botiga de més de 120 m² i 1 una botiga de menys de 120 m².
L'any 2000 a Bey hi havia 7 explotacions agrícoles que ocupaven un total de 381 hectàrees.

## Equipaments sanitaris i escolars
El 2009 hi havia 1 escola maternal i 1 escola elemental.

## Poblacions més properes
El següent diagrama mostra les poblacions més properes.